# Dance into the Light
| 전문가 평가          | 전문가 평가 |
| 평가 점수            | 평가 점수   |
| 출처                 | 점수        |
| -------------------- | ----------- |
| AllMusic             | [ 1 ]       |
| Billboard            | (favorable) |
| Entertainment Weekly | C+          |
| The Guardian         | [ 4 ]       |
| Music Week           | [ 5 ]       |
| PopMatters           | [ 6 ]       |

《Dance into the Light》는 영국의 드러머이자 싱어송라이터 필 콜린스의 여섯 번째 솔로 스튜디오 음반으로, 1996년 10월 21일, 영국에서 페이스 밸류 레코드를 통해 발매되었다. 이 음반에는 아널드 맥컬러, 에이미 키스 등 콜린스의 투어 멤버들이 백보컬로 참여하였다. 《Dance into the Light》는 콜린스가 그해 초 제네시스를 탈퇴하고 전업 솔로 아티스트로서 처음 발표한 음반이기도 하다.
이 음반은 대다수 음악 평론가들로부터 부정적인 평가를 받았으며, 상업적으로도 큰 성과를 거두지 못했다. 미국 빌보드 200 차트에서는 최고 순위 23위를 기록하였고, 당시 기준으로 콜린스의 음반 중 가장 저조한 판매 실적을 보였다(이후 2002년 《Testify》, 2010년 《Going Back》이 더 낮은 판매량과 순위를 기록하였다). 그럼에도 《Dance into the Light》는 미국에서 골드 인증을 받았다. 이 음반은 미국 싱글 차트에서 단 한 곡도 톱 40에 진입하지 못한 콜린스의 첫 음반이며, 타이틀곡 〈Dance into the Light〉는 미국에서 45위에 머물렀다(다만 영국에서는 톱 10에 진입하였다). 이 음반에서는 총 다섯 곡이 싱글로 발매되었으며, 각각 〈Dance into the Light〉, 〈It's in Your Eyes〉, 〈No Matter Who〉, 〈Wear My Hat〉, 〈The Same Moon〉이다. 이 중 〈Dance into the Light〉와 〈It's in Your Eyes〉만이 영국 싱글 차트에서 톱 40에 들었다.

## 배경
1995년 5월, 콜린스는 1993년 음반 《Both Sides》를 홍보하기 위한 Both Sides of the World Tour를 마무리하였다. 투어 중 그는 두 번째 아내 질 태벨먼과의 별거 사실과 이혼 신청 계획을 발표했으며, 이혼은 1996년에 최종적으로 성립되었다. 이 무렵 콜린스는 이후 세 번째 아내가 되는 오리안 세베와의 관계를 통해 전반적인 심리적 안정과 긍정적인 변화를 경험하였다. 이러한 개인적 변화와 함께, 투어 기간 동안 유수 은두르, 밥 딜런, 아프리카 음악에서 받은 영향은 후속 음반의 곡 아이디어에 큰 영감을 주었다. 이전 작업들과 달리, 콜린스는 보다 리듬 중심의 경쾌한 곡들을 쓰게 되었다.
투어 중 몇 가지 초기 아이디어를 정리해 두었으나, 콜린스는 본격적으로 새 음반 작업을 시작하기 전까지 이 자료들을 다시 꺼내보지 않았다. 그는 1995년 말 스위스 자택에서 음반 작업을 시작했으며, 평소와는 달리 키보드보다 기타를 중심으로 곡을 쓰는 방식을 택하였다. 비록 직접 기타를 연주하지는 않았지만, 기타 샘플을 적극 활용하면서 곡을 구성하는 방식에 큰 변화를 주었다. 곡 작업을 완전히 마무리하기 전에 콜린스는 프로듀서를 영입하기로 결정했고, 이를 통해 한발 물러서서 작업에 거리를 두려 했다. 이는 이전 음반 《Both Sides》와의 뚜렷한 차이점으로, 당시 그는 "그 음악 속에서 살고, 숨 쉬고, 거의 죽어가는" 상태로 모든 곡을 스스로 작곡, 녹음, 프로듀싱했다. 《Dance into the Light》에서는 이전의 여러 솔로 음반과 제네시스 활동에서 콜린스와 호흡을 맞췄던 휴 패덤을 프로듀서로 기용하였다.
이 음반은 전작 《Both Sides》와 달리, 더 많은 연주자들이 참여하였다. 《Both Sides》에서는 콜린스가 모든 악기를 혼자 연주했으나, 이번에는 데모 단계에서 자신이 구상한 연주를 그대로 따르거나 이를 발전시켜줄 연주자들을 원했다. 오랜 친구이자 1960년대 후반 플레이밍 유스 시절 함께 활동했던 로니 캐럴이 리듬 기타를 맡으며 데모 위에 연주를 덧붙였고, 그의 "매우 거친 성격" 덕분에 곡에 "강한 개성"이 더해졌다고 평가되었다.
콜린스는 음반 제목에 "Dance"라는 단어가 들어가는 것이 색다르고, 대중의 호기심을 유발할 수 있을 것이라 생각했다. 그가 고려했던 또 다른 제목으로는 《Out of the Woods》가 있었다.
콜린스는 음반의 라이너 노트에서 드럼 머신으로 만든 모든 연주를 제거하고 실제 드럼 세트로 연주를 다시 했다고 밝혔다. 이는 전작 《Both Sides》에서 콜린스의 드럼 연주를 기대했던 일부 청자들의 실망을 계기로 한 결정이었다. 그는 실제 드럼 연주가 음악을 보다 생동감 있게 만든다고 느꼈다고 말했다.
이 음반의 제작 과정에 대한 콜린스의 인터뷰는 1996년 8월 제네바에서 녹화되었으며, 별도의 디스크로 발매되었다.
콜린스는 2016년 자서전 《Not Dead Yet》에서, 당시 유행하던 브릿팝 씬에서 영감을 받아 기타 중심의 곡들을 쓰게 되었다고 밝혔다. 음반 발매 후 콜린스와 아내 오리안 세베는 오아시스의 기타리스트 노엘 갤러거와 만났는데 , 그는 이전에 콜린스를 "음악계의 적그리스도"라고 비난한 바 있다. 당시 갤러거와 그의 아내는 콜린스가 폴 매카트니에게 빌린 기타를 연주하는 장면이 담긴 〈It's in Your Eyes〉 뮤직 비디오를 보고, 콜린스가 기타리스트처럼 행동한다고 비판하며 "아무도 속지 않는다"고 말했다. 이에 대해 콜린스는 그런 의도는 없었으며, 단지 기타를 연주하는 느낌이 좋았을 뿐이라고 해명했다. 2005년 방송된 텔레비전 프로그램 《Room 101》에서 콜린스는 오아시스를 언급하며 갤러거 형제를 "끔찍한 사람들", "무례하고", "자신들이 생각하는 만큼 재능이 있지는 않다"고 비판했다. 그러나 밴드의 음악 자체에 대해서는 긍정적으로 평가하며, 이들이 어떤 사람들인지 알기 전에 먼저 음악을 듣고 좋다고 느꼈다고 말했다.

## 곡 목록
모든 곡들은 특별한 언급이 없는 한 필 콜린스에 의해 작사/작곡하였다.
| #   | 제목                              | 작사·작곡               | 재생 시간 |
| --- | --------------------------------- | ----------------------- | --------- |
| 1.  | 〈Dance into the Light〉          |                         | 4:23      |
| 2.  | 〈That's What You Said〉          |                         | 4:22      |
| 3.  | 〈Lorenzo〉                       | 미카엘라 오도네, 콜린스 | 5:52      |
| 4.  | 〈Just Another Story〉            |                         | 6:24      |
| 5.  | 〈Love Police〉                   |                         | 4:08      |
| 6.  | 〈Wear My Hat〉                   |                         | 4:33      |
| 7.  | 〈It's in Your Eyes〉             |                         | 3:01      |
| 8.  | 〈Oughta Know by Now〉            |                         | 5:27      |
| 9.  | 〈Take Me Down〉                  |                         | 3:21      |
| 10. | 〈The Same Moon〉                 |                         | 4:13      |
| 11. | 〈River So Wide〉                 |                         | 4:55      |
| 12. | 〈No Matter Who〉                 |                         | 4:47      |
| 13. | 〈The Times They Are a-Changin'〉 | 밥 딜런                 | 5:07      |

## 인증
| 국가                                                  | 인증     | 판매량/출하량 |
| ----------------------------------------------------- | -------- | ------------- |
| 오스트레일리아 (ARIA)                                 | 골드     | 35,000^       |
| 오스트리아 (IFPI 오스트리아)                          | 골드     | 25,000*       |
| 벨기에 (BEA)                                          | 골드     | 25,000*       |
| 캐나다 (뮤직 캐나다)                                  | 플래티넘 | 100,000^      |
| 프랑스 (SNEP)                                         | 2× 골드  | 200,000*      |
| 독일 (BVMI)                                           | 플래티넘 | 500,000^      |
| 노르웨이 (IFPI 노르웨이)                              | 골드     | 25,000*       |
| 폴란드 (ZPAV)                                         | 골드     | 50,000*       |
| 스페인 (PROMUSICAE)                                   | 플래티넘 | 100,000^      |
| 스위스 (IFPI 스위스)                                  | 플래티넘 | 50,000^       |
| 영국 (BPI)                                            | 골드     | 100,000^      |
| 미국 (RIAA)                                           | 골드     | 500,000^      |
| 요약                                                  |          |               |
| 유럽 (IFPI)                                           | 플래티넘 | 1,000,000*    |
| *판매량을 기반으로 한 인증 ^출하량을 기반으로 한 인증 |          |               |